# Mission T.S.
Pour les articles homonymes, voir Top secret.
Pour plus de détails, voir Fiche technique et Distribution.
Mission T.S.  ou Mission top secret (Matchless) est un film italien réalisé par Alberto Lattuada et sorti en 1967.

## Synopsis
L'espion possède un anneau qui peut rendre invisible.

## Fiche technique
- Titre français : Mission T.S. ou Mission top secret
- Titre original italien : Matchless
- Réalisateur :Alberto Lattuada
- Scénariste : Alberto Lattuada, Luigi Malerba, Jack Pulman et Piero Regnoli (comme Dean Craig)
- Dialogues : Ermanno Donati (histoire)
- Photo : Alessandro D'Eva
- Décors :  Gisella Longo
- Musique : Gino Marinuzzi Jr., Ennio Morricone et Piero Piccioni
- Costumes : Piero Tosi
- Montage :  Franco Fraticelli
- Société de production :  Dino de Laurentiis Cinematografica
- Production :  Dino De Laurentiis, Luigi Carpentieri et Ermanno Donati
- Société de distribution : United Artists
- Langue : Italien
- Pays d'origine :  Italie
- Genre : Comédie
- Durée : 100 minutes
- Dates de sortie : 13 août 1967, Italie ; 21 février 1968, France

## Distribution
- Patrick O'Neal : Perry Liston, dit « Matchless »
- Ira von Fürstenberg : Arabella
- Donald Pleasence : Gregori Andreanu
- Nicoletta Machiavelli : Tipsy
- Henry Silva : Hank Norris
- Howard St. John : le général Shapiro
- Sorrell Booke : le colonel Coolpepper
- Jacques Herlin : le docteur O-Chin
- Alfredo Martinelli
- Lewis Jordan : Hogdon
- Elisabeth Wu : O-Lan
- M. Mishiku : Li-Huang
- Ennio Antonelli
- Gianluigi Crescenzi
- Giulio Donnini